# Cunter
Cunter (toponimo romancio; in tedesco Conters im Oberhalbstein, desueto, ufficiale fino al 1943; in italiano Contra, desueto) è una frazione di 256 abitanti del comune svizzero di Surses, nella regione Albula (Canton Grigioni).

## Geografia fisica
Cunter è situato nella Val Sursette, sulla sponda destra del torrente Giulia. Dista 36 km da Coira e 41 km da Sankt Moritz. Il punto più elevato del territorio è sul Piz Mitgel (2 796 m s.l.m.), sul confine con Albula.

## Storia
Vi sono tracce di un insediamento durante l'età del bronzo. Nel 1740 Cunter aiutò dei militi austriaci a disertare, questa crisi determinò il blocco dei rifornimenti da parte dell'Austria. Il villaggio fu più volte distrutto da incendi negli anni 1754, 1812, 1824 e nel 1896.

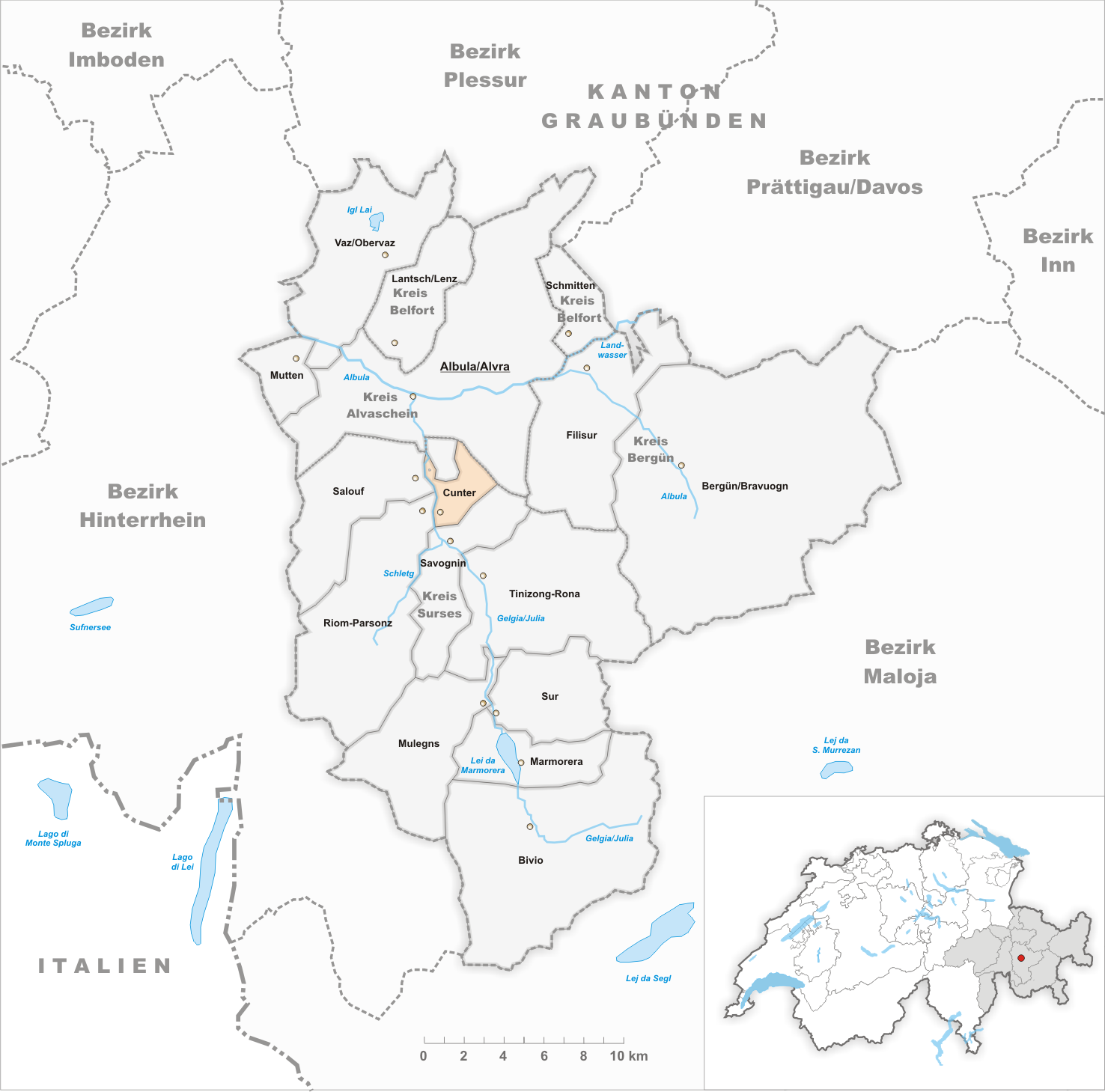
Il territorio del comune di Cunter prima degli accorpamenti comunali del 2016

Fino al 31 dicembre 2015 è stato un comune autonomo che si estendeva per 7,12 km² e che comprendeva anche la frazione di Burvagn; il 1º gennaio 2016 è stato accorpato agli altri comuni soppressi di Bivio, Marmorera, Mulegns, Riom-Parsonz, Salouf, Savognin, Sur e Tinizong-Rona per formare il nuovo comune di Surses.

### Simboli
Lo stemma rappresenta il busto di san Carlo Borromeo che ne è anche patrono.

## Monumenti e luoghi d'interesse

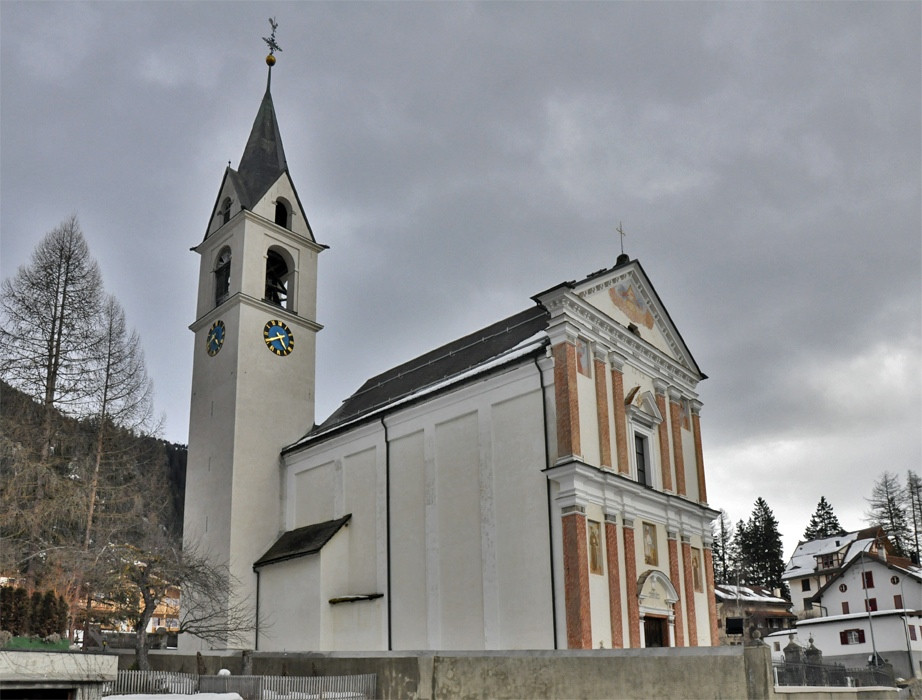
La chiesa di San Carlo Borromeo

- Chiesa cattolica di San Carlo Borromeo, attestata dal 1392 e ricostruita nel 1677[1].

## Società

### Evoluzione demografica
L'evoluzione demografica è riportata nella seguente tabella:
Abitanti censiti

### Lingue e dialetti
Dal censimento del 2000 si evince che la maggior parte della popolazione parla il romancio (51%), seguito dal tedesco (36%) e dall'italiano.

## Infrastrutture e trasporti
La stazione ferroviaria più vicina è quella di Tiefencastel, a 8 km, mentre l'uscita autostradale di Thusis, sulla A13/E43, dista 20 km.

## Amministrazione
Ogni famiglia originaria del luogo fa parte del comune patriziale che ha la responsabilità della manutenzione di ogni bene comune.